# Anh Vũ (nghệ sĩ)
Nguyễn Văn Vũ (28 tháng 7 năm 1972 – 1 tháng 4 năm 2019), thường được biết đến với nghệ danh Anh Vũ là một diễn viên hài, diễn viên kịch và diễn viên điện ảnh, MC và ca sĩ hát nhạc hài nổi tiếng Việt Nam. Anh cũng từng là phó giám đốc rạp Kim Châu, cơ sở 2 của sân khấu kịch Phú Nhuận.
Anh Vũ là diễn viên nổi tiếng của làng sân khấu phía Nam, tham gia hàng trăm tác phẩm, tiểu phẩm sân khấu như: Số đào hoa, Con nhà nghèo, Người vợ ma 2,  Cậu Tèo về nước, Thay rể... Ngoài ra, anh được yêu thích qua nhiều vai diễn trên phim truyền hình, điện ảnh như seri Cổ tích Việt Nam, Một chuyến phiêu lưu, Gái ế kén chồng... Trong đó, anh để lại nhiều dấu ấn qua vai má mì ở phim Gái nhảy của đạo diễn Lê Hoàng. Tháng 12 năm 2003, anh được Tùng Production mời làm MC cho VCD album ca nhạc thiếu nhi Em muốn làm ca sĩ của bé Trần Mỹ Linh.
Anh từng đoạt các giải thưởng như: Diễn viên xuất sắc tại Gala cười 2004, Diễn viên được yêu thích nhất do Nhà hát Bến Thành tổ chức năm 2001, giải Cù Nèo Vàng năm 2004 (Tuổi Trẻ Cười tổ chức), giải Nụ cười Vàng năm 2004 (báo Sân khấu tổ chức).

## Tiểu sử

### 1972–2000: Tiểu sử, trước khi nổi tiếng
Anh Vũ là người con thứ năm trong một gia đình nghèo có 7 anh chị em. Ba là công nhân, mẹ bán trái cây. Thuở nhỏ, do điều kiện kinh tế của gia đình khó khăn, Anh Vũ sớm bươn chải kiếm tiền phụ giúp sinh hoạt gia đình: 19 tuổi đi phụ bán cà phê; 20 tuổi uốn tóc, phụ hồ, sơn cửa.
Anh Vũ bắt đầu hoạt động văn nghệ khi đứng sơn cửa cho câu lạc bộ Phan Đình Phùng. Anh đã nhìn thấy bảng tuyển diễn viên của sân khấu kịch 5B Võ Văn Tần. Sau khi được nhận, anh có một cơ hội khác tốt hơn để bươn chải mưu sinh nuôi sống gia đình. Vai diễn đầu tiên của Anh Vũ là Chàng ngốc trong phim Chàng ngốc phiêu lưu ký nằm trong tập 9 của cuốn phim video thiếu nhi Cổ tích Việt Nam do Hãng phim Phương Nam sản xuất năm 1998.
Năm 20 tuổi, Anh Vũ kết hôn nhưng cuộc hôn nhân này đổ vỡ nhanh chóng. Năm 2000, Anh Vũ mắc bệnh ung thư đại tràng và điều trị tại bệnh viện Chợ Rẫy. Khi phát hiện ra, bệnh đã bắt đầu di căn đến gốc gan. Anh được điều trị thành công trong 5 năm và chia sẻ rằng một người con gái u não và con hạc giấy cô ấy tặng đã giúp anh vượt qua bệnh rất nhiều về mặt tinh thần. Trước đó anh đóng vai đệ tử trong phim Con chim khách màu nhiệm của cuốn Cổ tích Việt Nam 11.

## Sự nghiệp

### 2001-2003: Sự nghiệp ban đầu

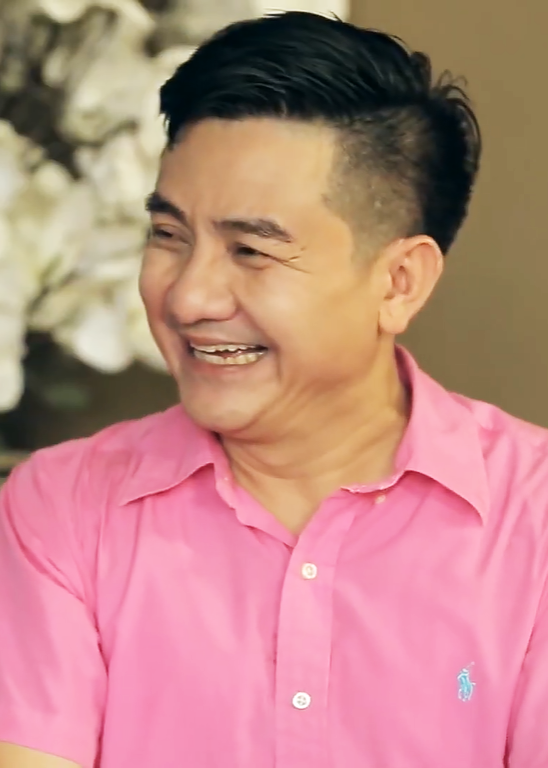
Anh Vũ trong Hẻm không sợ vợ (2017)

Sau khi sức khỏe hồi phục, Anh Vũ may mắn được nhận vai má mì trong phim điện ảnh Gái nhảy của đạo diễn Lê Hoàng, cũng như đoạt giải liên tiếp trong 3 năm Gala Cười tổ chức. Anh tự nhận xét mình là người có tính thẳng thắn, bộc trực và sống thiên về tình cảm.

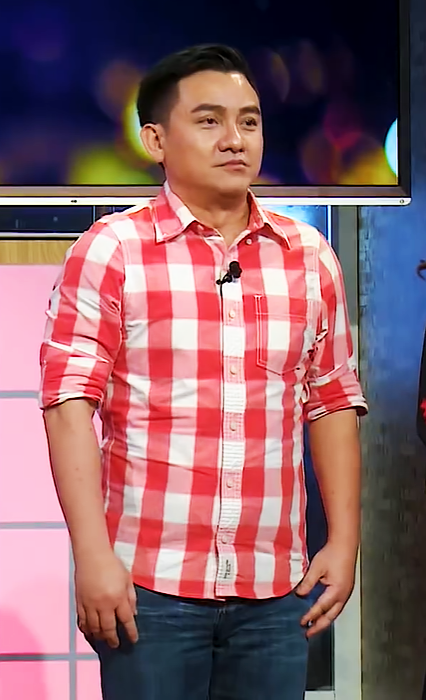
Anh Vũ trong Đêm tiệc cùng sao (2018)

Anh Vũ vào nghề trong cái buổi kịch truyền thanh vẫn còn chỗ đứng nhất định. Một chiếc radio chứa đựng trong đấy tất cả những bi hài của một buổi diễn. Ta không thấy diễn viên, chỉ có những tiếng nói, những câu chuyện. Cái hài hình thể bị tách khỏi màn trình diễn, đặt tất cả gánh nặng lên giọng, nói sao cho cười, cười sao cho có duyên.
Anh là học trò cưng của NSƯT Việt Anh, sau thời gian phấn đấu với nghề diễn viên, khi NSND Hồng Vân mở chi nhánh sân khấu thứ 3 của Kịch Phú Nhuận, anh đã giữ chức vụ phó giám đốc chi nhánh rạp Kim Châu.
Anh Vũ với lối nói chuyện tự nó đã tạo thành vần thành nhịp, với kiểu ứng tác xuất khẩu thành thơ, có giai đoạn nhiều câu ứng tác của anh đã trở thành câu cửa miệng của nhiều người.
Anh Vũ hoạt động ở ba lĩnh vực: sân khấu, truyền hình và điện ảnh. Trong suốt sự nghiệp của mình, anh diễn hài là nhiều nhất. Khi diễn hài, anh thường xuyên đọc thơ và hát những câu hát vui nhộn do chính anh tự chế. Đây là phong cách diễn hài rất riêng biệt của anh.

### 2003-2019: Nổi tiếng và sự công nhận của công chúng
Ở sân khấu kịch Hồng Vân, Anh Vũ từng ghi dấu với khán giả qua nhiều vai diễn tiêu biểu gồm cả hài kịch và bi kịch. Có thể nói, trong sự nghiệp diễn xuất, Anh Vũ đã sở hữu cho riêng mình gần 100 vai diễn lớn nhỏ ở sân khấu kịch và trở thành đàn anh, người đồng nghiệp đáng học hỏi của nhiều lứa diễn viên. Anh đã có những vai diễn quan trọng tại sân khấu Hồng Vân trong các vở Đình cõi âm, Một cha ba mẹ, Tắt đèn là chạy, Hồn oan, 12g đêm. Trước đó anh cũng đóng trong các vở Số đào hoa, Con nhà nghèo, Thay rể, Người vợ ma, Cậu Tèo về nước, Cưới giùm...
Là diễn viên nổi tiếng trong làng kịch với hàng nghìn vở khác nhau nhưng với Anh Vũ cũng là gương mặt đắt show trong những bộ phim truyền hình lẫn điện ảnh. Cụ thể như phim: Cổ tích Việt Nam 9: Chàng Ngốc phiêu lưu ký, Cổ tích Việt Nam 11: Con chim khách nhiệm màu, Gái nhảy, Một chuyến phiêu lưu, Khi đàn ông có bầu, 365 ngày để yêu, Gái ế kén chồng, Ngày tình yêu... Đặc biệt ở lĩnh vực điện ảnh, Anh Vũ từng gây ấn tượng với vai má mì trong bộ phim Gái nhảy nổi tiếng của đạo diễn Lê Hoàng. Ngoài ra anh còn tham gia một số bộ phim như Khi đàn ông có bầu, Gái ế kén chồng, Ngày tình yêu...
Ngoài diễn xuất, Anh Vũ còn được biết tới ở lĩnh vực dẫn chương trình nhờ sự duyên dáng. Anh để lại ấn tượng cho khán giả qua các chương trình được anh dẫn như: Thăm nhà người nổi tiếng, Trẻ em luôn đúng…
Bên cạnh đó, nam diễn viên cũng thường xuyên có những chuyến lưu diễn cùng bạn bè nghệ sĩ ở khắp các tỉnh vùng miền ở Việt Nam và khắp các nơi trên thế giới trong đó có Châu Âu và các tiểu bang của nước Mỹ.
Có thể nói, nhiều năm trong nghề, diễn viên hài Anh Vũ luôn tự làm mình mới mẻ để phù hợp và chinh phục được nhiều đối tượng khán giả. Cuộc sống đời thường của cố diễn viên dù phải đối mặt với căn bệnh ung thư đại tràng suốt 19 năm nhưng luôn dành trọn niềm đam mê cho nghệ thuật và được lòng bạn bè, đồng nghiệp.
Hơn 20 năm gắn bó với nghệ thuật, nhờ sự kiên trì nỗ lực hết mình cho công việc nên sự nghiệp của diễn viên Anh Vũ khá thăng hoa. Anh giành các giải thưởng như Nhóm hài được yêu thích nhất, Diễn viên được yêu thích nhất, Diễn viên xuất sắc tại Gala cười 2004, Giải Diễn viên được yêu thích nhất do Nhà hát Bến Thành tổ chức năm 2001, 3 năm liền đoạt giải trong Gala cười do VTV3 tổ chức 2003-2004-2005, Giải Cù Nèo Vàng năm 2004 do báo Tuổi Trẻ Cười tổ chức, Giải Nụ cười Vàng năm 2004 do báo Sân khấu tổ chức.
Nghệ sĩ Anh Vũ cũng được biết đến như một gương mặt gắn bó với các hoạt động công tác xã hội, từ thiện, trong đó có chương trình Mùa xuân biển đảo do Nhà văn hóa Thanh niên TP. HCM và báo Tuổi Trẻ tổ chức.
Anh Vũ được nhận xét là người làm việc chuyên nghiệp, hiền lành, chăm chỉ và cố gắng hết sức mình cho công việc. Dù mang trọng bệnh trong người hay mệt mỏi nhưng cho đến hơi thở cuối cùng, anh vẫn cống hiến tiếng cười cho khán giả. Đêm điễn cuối cùng của anh và cũng là khoảnh khắc khép lại sự nghiệp, cuộc đời nghệ sĩ chính là đêm diễn tại Mỹ 31/3.

## Qua đời
Rạng sáng ngày 1 tháng 4 năm 2019 theo giờ Việt Nam (tức tối ngày 31 tháng 3 theo giờ địa phương), Anh Vũ đột ngột qua đời ở tuổi 47 khi đang bước vào chuyến lưu diễn tại California, Hoa Kỳ. Theo như gia đình cho biết nguyên nhân là do nam nghệ sĩ tắm khuya dẫn đến đột quỵ, tuy nhiên nguyên nhân chính xác vẫn đang được cảnh sát điều tra và chưa được công bố. Ngày 12 tháng 4, thi thể Anh Vũ đã được đưa từ chùa Ấn Quang về an táng tại nghĩa trang Phước An Viên, Quận 9, Thành phố Hồ Chí Minh.
Trước đó danh hài Anh Vũ vẫn có 2 đêm diễn theo lời mời từ đoàn kịch của nghệ sĩ Thúy Uyển. Sau đó Anh Vũ về nhà người quen ở quận Cam ngủ. Sáng hôm sau, người bạn thân phát hiện anh mất trên giường, người tím tái. Ngay sau đó, cảnh sát Mỹ có mặt ở hiện trường để điều tra về cái chết của anh.

## Danh sách phim
- Cổ tích Việt Nam 9: Chàng Ngốc phiêu lưu ký (vai chàng ngốc)
- Cổ tích Việt Nam 11: Con chim khách nhiệm mầu (vai đệ tử)
- Những tay chơi ngoại hạng
- Hiếm muộn
- Gái nhảy 1
- Chuyện gia đình vàng
- Doanh nhân Bờm
- Gia đình vui nhộn
- Một chuyến phiêu lưu
- Giấc mộng giàu sang
- Khi đàn ông có bầu
- 365 ngày để yêu
- Gái ế kén chồng
- Ngày tình yêu
- Xóm trọ 3D
- Oan gia bùm chéo
- Nailbiz đại chiến[13]
- Và nhiều bộ phim khác

## Danh sách kịch

### Hài kịch
- Nàng sen
- Anh quạ đen
- Gái nhảy 1, 2, 3
- Thiên duyên tiền định
- Vỏ quýt dầy có móng tay nhọn
- Chuyện hai người
- Thầy đồ gặp nạn
- Anh về tình đẹp quê hương
- Đón xuân vui vẻ
- Chuyện chị tôi
- Đi tìm nhân tài
- Cái bẫy
- Nọc rắn
- Hôn môi xa
- Chàng vú em
- Em đi chùa Hương
- Mẹ yêu
- Chuyện chị tôi
- Lâm Sanh Xuân Hương
- Chuyện tình của Romeo và Juliet  thời nay
- Vé số
- Đón xuân
- Hoang tưởng
- Lời cuối cho tình yêu
- Tình bạn
- Cây xoài
- Chồng ngoại
- Chị tôi
- Về quê ăn tết
- Đổ rác
- Ôi! Hành dân
- Chuyện ba cái bánh
- Bác thằng bần
- Chuyện vợ chồng
- Út khờ được vợ
- Đạo diễn phim
- Chàng là vú em
- Taxi may mắn
- Trai tài gái sắc
- Đón xuân
- Show diễn cuối cùng
- Một ngày xui xẻo
- Xin lỗi, chịu không nổi
- Chuyện tình bên dòng sông
- Chiều đồng quê
- Em đi chùa Hương
- Về quê ăn Tết
- Chuyện nàng hoa hậu
- Gài bẫy, bẫy sập
- Cô nàng đỏng đảnh
- Sự tích con trâu
- Thầy đồ gặp nạn
- Mẹ mãi trông đợi con
- Kế hoạch hóa gia đình
- Thiên duyên tiền định
- Mưu thâm chết độc
- Út Khờ được vợ
- Xóm nhiều chuyện
- Cách tạo thiên tài
- Trúng số
- Lên
- Tây du lịch
- Bạch mã đề thơ
- Đoạt long cướp phụng
- Oan gia chung vách
- Vũ trường Tư Còi
- Trúng thưởng
- Xỉu chủ, chủ xỉu
- Út khờ được vợ
- Đẻ
- Xàm 1
- Xàm 2
- Mua nhà
- Táo quân HTV 2019
- Và nhiều vở hài khác

### Kịch nói
- Số đào hoa
- Đòi nợ mướn
- Ông già người Hoa
- Con nhà nghèo
- Người vợ ma 2
- Cậu Tèo về nước
- Cưới dùm
- Hồn oan
- Quả tim máu 1
- Quả tim máu 2
- Ảnh ảo
- Đình cõi âm
- 12h đêm
- Tắt đèn là chạy
- Tình bạn
- Ba sui gia hai đám cưới
- Vô tình
- 1 cha 3 mẹ
- Thay rể
- Hương vị tình yêu
- Dạy vợ dùm bạn
- Hú hồn!
- Xóm trọ 3D phần 1
- Xóm trọ 3D phần 2
- Chuyện của sao / Tôi là gay
- Nhiệm vụ bất khả thi
- Ngôi nhà hoang (Ma 2)
- Ghen tuông kì cục án
- Lửa thử vàng
- Chuyện chung cư
- Xóm thượng
- Và nhiều vở kịch khác

## Chương trình truyền hình
- Gặp nhau cuối năm (Gala cười) (2003-2005)
- Gặp nhau đầu năm (2003-2005)
- Táo quân (2004)
- Chuyện ngày xửa ngày xưa
- Vườn âm nhạc
- Kiến thức tiêu dùng - MC
- Thăm nhà người nổi tiếng - MC
- Kỳ án Đông Tây kim cổ (2014, 2015)
- Tài tiếu tuyệt (2014, 2015)
- Đi tìm ẩn số (2012)
- Gặp nhau để cười (2015)
- Danh hài đất Việt (2015, 2016)
- Chiếc nón kỳ diệu (2016)
- Hoán đổi cặp đôi (2016)
- Hội ngộ danh hài (2013, 2015, 2016, 2017)
- Đêm tiệc cùng sao (2018)
- Ký ức vui vẻ mùa 1 (2019)
- 5 vòng vàng kỳ ảo (2019) - Giám khảo
- Kẻ thách thức (2019) - Giám khảo
- Lô tô show - Gánh hát ngàn hoa (2019) - Giám khảo
- Và nhiều chương trình khác

## Thành tích
- Nhóm hài được yêu thích nhất
- Diễn viên được yêu thích nhất
- Giải Tiểu phẩm được yêu thích nhất trong Gala Cười 2003 (cùng với NSƯT Ngọc Giàu)[14]
- Giải nghệ sĩ Gala Cười 2004 được báo điện tử VietNamNet bình chọn[14]
- Giải Diễn viên được yêu thích nhất do Nhà hát Bến Thành tổ chức năm 2001
- 3 năm liền đoạt giải trong Gala Cười do VTV3 tổ chức 2003–2004–2005
- Giải Cù nèo vàng năm 2004 do báo Tuổi Trẻ Cười tổ chức[15]
- Giải Nụ cười Vàng năm 2004 do báo Sân khấu tổ chức[1]